# Philibertia campanulata
Philibertia campanulata är en oleanderväxtart som först beskrevs av John Lindley, och fick sitt nu gällande namn av Nicholson. Philibertia campanulata ingår i släktet Philibertia och familjen oleanderväxter. Inga underarter finns listade i Catalogue of Life.